# Râul Sarchii
Râul Sarchii este un curs de apă, afluent al Pârâului de Câmpie. 

## Hărți
- Harta județului Mureș